# 雷特卡里諾
雷特卡里諾（俄语：Лытка́рино）是俄羅斯莫斯科州的一個城市，位於莫斯科東南約30公里處的莫斯科河畔。2002年時人口為50,798人。
1957年建市。